# Pareuchiloglanis nebulifer
Pareuchiloglanis nebulifer es una especie de peces de la familia Sisoridae en el orden de los Siluriformes.

## Morfología
• Los machos pueden llegar alcanzar los 9,6 cm de longitud total.

## Distribución geográfica
Se encuentra en Laos.